# Tionne Watkins
Tionne Tenese Watkins (Des Moines, 1970. április 26.), más néven T-Boz amerikai R&B-énekes, dalszerző, a TLC együttes tagja.

## Élete
Az Iowa állambeli Des Miones-ban született, afroamerikai és indián származású. Gyermekként diagnosztizálták sarlóssejtes anémiával, ami egy recesszíven öröklődő betegség, mindkét szülője hordozza a gént. (Afroamerikaiak közt tizenkét emberből egyben előfordul.) Emiatt hétéves kora óta gyakran van kórházban. Nem tételezték fel, hogy húszas éveinél tovább fog élni.
Mikor kilencéves volt, családjával Atlantába költözött. Betegségét eleinte titkolta, de 1996 óta nyilvánosan is felvállalja, és a Sickle Cell Disease Association of America egyik szóvivője lett. 2002-ben négy hónapra ismét kórházba került. Kijelentette, hogy a súlyosabb következményektől Istenbe vetett hite és optimizmusa mentette meg.
2000 augusztusában összeházasodott Mack 10 rapperrel. Lányuk, Chase Anela Rolison 2000. október 20-án született. 2004 júniusában Watkins beadta a válókeresetet és távoltartási végzést kért Mack 10 ellen. Az Essence magazin szerint jelenleg Takeo Spikes a párja.
2009 októberében elmondta a CBS The Early Show című műsorában és People magazinnak is, hogy csaknem három évig agytumorral küzdött. 2006 márciusában a The Celebrity Apprentice forgatásakor fejfájások gyötörték, és amikor a látása is kezdett elhomályosulni, kivizsgáltatta magát. a vizsgálat neurómát talált az egyensúlyszervi idegén, ami a látására, hallására, egyensúly-érzékelésére és arcizmai mozgására is hatással volt. Több orvos nem volt hajlandó elvégezni a műtétet, mert féltek a sarlóssejtes anémiája miatti esetleges komplikációktól, végül a Los Angeles-i Cedars-Sinai kórházban megműtötték. A műtét után Watkins nehezen nyerte vissza beszédképességét, egyensúlyérzékelését és arcmozgását, ezért hitték többen a 2008 júniusi BET díjkiosztón történt fellépésekor, hogy agyvérzése volt. Énekesi karrierjét egy időben abba is akarta hagyni a stressz miatt, amit a betegsége, a válása és Lisa Lopes halála okozott, de családja és barátai bátorították, hogy folytassa. Erről született Stronger Than You Know című dala. Egy évnyi rehabilitáció után újra késznek érzi magát a fellépésekre.

## Zenei pályafutása
Miután egy ideig fodrászként dolgozott, jelentkezett Crystal Jones atlantai tinédzser hirdetésére, melyben tagokat keresett együtteséhez, a 2nd Nature-hoz. Jones és Watkins mellett Lisa „Left Eye” Lopes lett a harmadik tag. A trió felkeltette Perri „Pebbles” Reid énekesnő és férje, a LaFace Records vezetője, Antonio „L.A.” Reid figyelmét. L.A. Reid lecserélte Jonest Rozonda „Chilli” Thomasra, és a trió TLC néven 1991-ben leszerződött a kiadóhoz. A TLC a zenetörténelem egyik legsikeresebb lányegyüttese lett, és több mint 45 millió lemezt adott el. Tionne Watkins gyakran énekelt szólót a csapat dalaiban, bár a poposabb hangzású dalokban, például a No Scrubsban főleg Chilli énekelt.
Watkins szólóban is felvett pár dalt, ebből kislemezen megjelent a Touch Myself (1996), a Fled filmzenealbumáról, és a My Getaway (2000), a Rugrats in Paris: The Movie filmzenéjéből. Több más előadóval is közreműködött, köztük ezeken a dalokon: Ghetto Love (1996, Da Brattal), Changes (1996, a Society of Soullal), He Say She Say (2000, Keith Sweattel), Different Times (2002, Raphael Saadiqkal) és Be Somebody (Paula Cole-lal).
Watkins szerepelt Hype Williams 1998-ban bemutatott Belly című filmjében és párszor a Living Single tévésorozatban (amelynek egyik részében a TLC is szerepel). A 2006-ban bemutatott ATL film egyik vezető producere volt; a filmben T.I. rapper szerepelt.
1999. november 3-án megjelentette Thoughts („Gondolatok”) című könyvét, melyben versei és életéről szóló írásai szerepelnek. 2005-ben gyermekbutikot nyitott Chase’s Closet néven („Chase szekrénye”; a lányáról nevezte el).
2007. augusztus 14-én a CyberTLC World rajongói oldalnak beszámolt terveiről, köztük szólóalbumáról, melyen három héttel korábban kezdett el dolgozni. Legalább 30 dalt akar felvenni, mielőtt kiválasztja az albumra kerülőket. Egy filmet is tervez Rozonda Thomasszal együtt, valamint egy TLC-vel kapcsolatos tévéműsort is, ezenkívül könyvet is ír. Kijelentette, hogy nem valószínű, hogy a TLC új albumot rögzít, de szólóalbuma megjelenése előtt valószínűleg lesz egy TLC-búcsúturné.
2007 decemberében szerződést írt alá a Universal Recordsszal és a FYI Public Relations reklámcéggel. 2008. szeptember 17-én újra interjút adott a CyberTLC Worldnek, beszélt szólóalbumáról, többek közt megemlítette, hogy két dalában közreműködik Lil' Wayne, valamint hogy októberben újra stúdióba vonul Dallas Austinnal, és dolgozni fog Polow Da Donnal is. Elmondta, hogy már körülbelül 30 dalt vett fel, és az album 2010-ben várhatóan megjelenik. Beszélt arról, hogy Japánban két kislemezt szándékozik megjelentetni (ebből egyet Rozonda Thomasszal és Lil' Kimmel közösen), valamint könyvet ír és a TLC-film is készül.
Szerepel DJ Deckstream japán producer Someday című számában, ami Deckstream Soundtracks 2 című, második albumán jelent meg 2009 februárjában Japánban. 2009. november 25-én kiszivárgott az internetre T-Boz egy új dala, a Get It, Get It, melyben Young Joc és Too Short rapperek is közreműködnek.

## Könyv
- Watkins, Tionne. Thoughts. HarperEntertainment (1999). ISBN 978-0061051838

## Diszkográfia
Lásd még: TLC-diszkográfia.

### Szólókislemezek
| Év   | Cím          | Helyezések | Helyezések     | Helyezések | Helyezések | Album                                |
| Év   | Cím          | US Hot 100 | US R&B/Hip-Hop | UK         | NZ         | Album                                |
| ---- | ------------ | ---------- | -------------- | ---------- | ---------- | ------------------------------------ |
| 1996 | Touch Myself | 40         | 23             | 48         | 33         | Fled Soundtrack                      |
| 2000 | My Getaway   | -          | 79             | 44         | -          | Rugrats in Paris: The Movie filmzene |

### Vendégszereplések kislemezeken
| Év   | Cím                                                     | Helyezés   | Helyezés       | Helyezés | Album                         |
| Év   | Cím                                                     | US Hot 100 | US R&B/Hip-Hop | UK       | Album                         |
| ---- | ------------------------------------------------------- | ---------- | -------------- | -------- | ----------------------------- |
| 1996 | Touch Myself (Remix) (Richie Rich feat. T-Boz)          |            |                | -        | Seasoned Veteran              |
| 1996 | Ghetto Love (Da Brat feat. T-Boz)                       | 18         | 16             | -        | Anuthatantrum                 |
| 2000 | Tight to Def (Mack 10 és T-Boz)                         |            |                | -        | The Paper Route               |
| 2008 | Wanna Take Me Back (T-Boz és DJ Clue)                   | -          | -              | -        | Backstage...A Hard Knock Life |
| 2009 | Let's Just Do It (Lisa Lopes feat. Missy Elliott & TLC) | -          | -              | -        | Eye Legacy                    |
| 2009 | Someday (DJ Deckstream és T-Boz)                        |            |                | 7        | Sound Tracks 2                |